# Покупки для клыков (фильм, 1997)
«Покупки для клыков» — американо-канадский фильм 1997 года режиссёров Квентина Ли и дебют Джастина Линя с Радмаром Агана Джао в главной роли. В фильме дебютировал актёр Джон Чо.

## Сюжет
Домохозяйка Кэтрин теряет сознание и в результате теряет мобильный телефон. Официантка-лесбиянка Trinh присылает ей сообщения и фотографии сексуального характера. Муж Кэтрин работает с мужчиной по имени Фил.
Клерк по начислению заработной платы Фил, сбитый с толку своей сексуальностью, думает, что он превращается в оборотня, потому что его волосы растут так быстро, что ему приходится бриться каждый час, он ест сырое мясо и не получил травм после того, как его сбила машина.

## Актёры
- Радмар Джао -Фил
- Жанна Чин — Кэтрин
- Клинт Юнг — Джима
- Лела Ли — Наоми
- Джон Чо — Клэнсис
- Пегги Ан — Грейс
- Скотт Эберлейн — Мэтт
- Дэниел Твайман — доктора Сулери
- Дженнифер Хенгстенберг — Сэмми
- Дана Пан — Мэй

## Производство
Бюджет фильма составлял менее 100000 долларов, а съёмки в Лос-Анджелесе длились 21 день. Ли и Лин разделили съемки между собой, Ли снимал роль с Кэтрин, а Лин снималась с Филом. Его выпустила компания Лина Margin Films. Термин GenerAsian X, возможно, был придуман из-за выхода этого фильма, а X позже был удален.
Ли сказал в интервью 2012 года: « Покупки для клыков — это поиск связей, и эта тема проходит через все мои фильмы». Он также сказал: «Трудно количественно оценить культурное влияние, но определённо спустя годы ученые и критики все ещё говорят о» Покупках ради клыков "".

## Отзывы
Дэвид Но, пишущий для Film Journal, сказал: «В данных обстоятельствах актёрам удается действовать довольно хорошо». Эдвард Гутманн из San Francisco Chronicle писал: «Несмотря на некоторые свежие идеи, привлекательных актёров и хитрую, удивительную игру Чина в роли разочарованной Кэтрин, это грубая первая попытка».

## Релиз
Фильм был выпущен на DVD 6 октября 2009 года компанией Pathfinder Home Entertainment.